# Джеймс ван Аллен
Джеймс Альфред ван Аллен (англ. James Alfred Van Allen; 7 вересня 1914 — 9 серпня 2006) — американський фізик і астрофізик, член Національної АН США. Відомий своїм відкриттям радіаційних поясів Землі.

## Життєпис
Народився в Маунт-Плезанті (штат Айова). У 1935 році закінчив Веслеївський коледж, продовжував освіту в Університеті штату Айова. У 1936 році йому був присуджений ступінь магістра наук, а в 1939 році — ступінь доктора філософії у фізиці. Під час Другої світової війни працював у відділі земного магнетизму Інституту Карнегі, а потім — у лабораторії прикладної фізики Університету Джона Гопкінса, де займався розробкою радіопідривників для зброї. У післявоєнні роки керував висотними експериментами, що проводяться за допомогою ракет «Фау-2». З 1951 року — професор фізики, зав. кафедри фізики й астрономії Університету штату Айова.
Ван Аллен брав участь у розробці «Експлорера-1» — першого американського штучного супутника Землі. За допомогою «Експлорера-1» і «Експлорера-3» його дослідницькою групою були виявлені радіаційні пояси, що оточували планету, утворені зарядженими частинками сонячного вітру. Явище отримало назву радіаційний пояс ван Аллена.
Основні наукові роботи присвячені дослідженню космічних променів, верхньої атмосфери й магнітосфери Землі, магнітосфер інших планет Сонячної системи. Один із піонерів постановки геофізичних й астрофізичних досліджень на висотних ракетах, штучних супутниках і космічних кораблях. Керував експедиціями для вивчення космічних променів у Перу (1949), затоку Аляска (1950), Гренландію (1952), а також кількома експедиціями за програмою Міжнародного геофізичного року (1957) до Арктики, Атлантики, Антарктики, Тихого океану. Був головним дослідником на супутнику «Експлорер-1», який у 1958 році виявив заряджені частинки високої енергії, що створюють радіаційні пояси навколо Землі. Брав участь у постановці наукових досліджень на 23 інших космічних апаратах, що запускалися на навколоземні орбіти і прямували до Місяця, Меркурія, Венери, Марса, Юпітера, Сатурна. Є науковим консультантом із вивчення Сонячної системи в групі планування космічних програм Національного управління з аеронавтики і дослідження космічного простору.
Під його керівництвом також були сконструйовані радіаційні детектори для перших місячних зондів і детектори енергійних заряджених частинок для автоматичної міжпланетної станції «Марінер-2». Ван Аллен брав участь у розробці космічного зонда «Галілео», що досяг Юпітера в 1995 році.
Один із членів-засновників Міжнародної академії астронавтики.

## Нагороди й відзнаки
Премія з фізики Національної АН США (1949), премії Американського інституту аеронавтики і астронавтики (1949, 1960, 1961), Американського астронавтичного товариства (1958), Міжнародної академії астронавтики (1961), медаль ім. Е. Крессона Інституту Б. Франкліна (1961), премії ім. Дж. Флемінга Американського геофізичного союзу (1963, 1964), Золота медаль Лондонського королівського астрономічного товариства (1977).
Людина року за версією журналу Time (1960).

## Виноски
1. ↑  http://www.notablebiographies.com/newsmakers2/2007-Pu-Z/Van-Allen-James.html
2. ↑  https://link.springer.com/referenceworkentry/10.1007%2F1-4020-4520-4_433
3. ↑  https://clas.uiowa.edu/faculty/james-van-allen-1915-2006
4. 1 2 3  NNDB — 2002.
5. ↑  https://physicstoday.scitation.org/doi/10.1063/1.2435692
6. ↑  Ван-Аллен Джеймс Альфред. Astronet. Архів оригіналу за 23 лютого 2015. Процитовано 9 вересня 2009.
7. ↑  Умер первооткрыватель радиационных поясов Земли. Lenta.ru. 10.08.2006. Архів оригіналу за 13 червня 2008. Процитовано 9 вересня 2009.
8. ↑  80 лет Джеймсу Ван-Аллену. Новости космонавтики. Архів оригіналу за 23 травня 2010. Процитовано 9 вересня 2009.